# Újezdec (Boêmia Central)
Újezdec é uma comuna checa localizada na região da Boêmia Central, distrito de Mělník.